# San Germano dei Berici
San Germano dei Berici – miejscowość i gmina we Włoszech, w regionie Wenecja Euganejska, w prowincji Vicenza.
Według danych na rok 2004 gminę zamieszkiwało 1097 osób, 73,1 os./km².
17 lutego 2017 gmina została zlikwidowana.